# Laticínios Porto Alegre
Laticínios Porto Alegre (ou Laticínios Porto Alegre Indústria e Comércio S.A.) é uma empresa brasileira do setor de laticínios, com sede em Ponte Nova, Minas Gerais. Fundada em 1991 por João Lúcio Barreto Carneiro na fazenda Porto Alegre, no município de Rio Doce, começou produzindo queijos de forma artesanal. Em 1994, a produção foi transferida para uma fábrica em Ponte Nova.

## História
Com o crescimento das operações, a empresa expandiu-se no mercado mineiro. No início dos anos 2000, inaugurou uma unidade em Mutum (MG) dedicada à fabricação de queijos. Em 2008, instalou uma planta de produção de soro de leite em pó em Mutum, certificada pela norma FSSC 22000. Em 2011, abriu uma nova fábrica em Ponte Nova, dobrando sua capacidade produtiva. Em 2013, lançou a linha de leites UHT e, no ano seguinte, bebidas lácteas saborizadas e cremes de leite.
Em 2017, formou uma joint venture com o grupo suíço Emmi Group, que desde então é sócio majoritário da empresa. Em 2019, foi inaugurada uma unidade em Antônio Carlos (MG), especializada em iogurtes e queijos frescos. Em 2021, abriu sua primeira fábrica fora de Minas Gerais, em Rio Novo do Sul (ES).
Em 2024, a Porto Alegre, junto da Emmi, adquiriu 70% da empresa Verde Campo, anteriormente pertencente à Coca-Cola Brasil.

## Produtos
A empresa possui um amplo portfólio de produtos derivados do leite, incluindo:
- Leites UHT (integral, desnatado)
- Manteiga, requeijão e cremes de leite
- Queijos (como Minas frescal, mussarela, etc.)
- Iogurtes e bebidas lácteas
- Soro de leite em pó (para uso industrial)

## Estrutura
A Laticínios Porto Alegre conta com cinco unidades industriais:
- Ponte Nova (MG) – sede e fábrica principal
- Mutum (MG)
- Antônio Carlos (MG)
- Rio Novo do Sul (ES)
- Valença (RJ)

Possui também um centro de distribuição em Contagem (MG) e diversos postos de captação de leite em Minas Gerais e no Rio de Janeiro. Em 2018, contava com cerca de 1.250 funcionários.

## Atuação no mercado
A empresa está entre as 15 maiores do setor de laticínios no Brasil. Sua atuação é concentrada na região Sudeste, especialmente nos estados de Minas Gerais, Espírito Santo, Rio de Janeiro e São Paulo. Em 2018, registrou faturamento de aproximadamente R$ 630 milhões. Seus produtos são vendidos em cerca de 4.000 pontos comerciais.

## Participações e aquisições
Desde 2017, a Emmi detém participação na empresa. Inicialmente com 40%, ampliou para 70% em 2019. Os 30% restantes permanecem com os fundadores. Em 2024, a Porto Alegre e a Emmi adquiriram 70% da Verde Campo, ampliando sua presença no mercado nacional.

## Responsabilidade social e atuação comunitária
A Laticínios Porto Alegre mantém uma forte presença na comunidade de Ponte Nova e região, participando e apoiando financeiramente diversas iniciativas nas áreas de saúde, cultura e desenvolvimento social.
Apoio à Saúde: A empresa é uma parceira recorrente dos hospitais locais. Em 2020, foi uma das parceiras na viabilização de 50 leitos clínicos para o tratamento da COVID-19 no Hospital Arnaldo Gavazza (HAG). Em 2021, contribuiu para a adequação da infraestrutura da Unidade de Radioterapia do Hospital de Nossa Senhora das Dores (HNSD). A empresa também doou 504 litros de leite para o HNSD em 2021 e, ao lado da Bartofil, custeou os prêmios de uma rifa beneficente para arrecadar R$ 3 milhões para a instituição em 2018.
Patrocínios Culturais e Comunitários: A empresa apoia eventos locais, como o "Natal de Luz" de 2014 em Ponte Nova. Também participou de jantares beneficentes promovidos pela Maçonaria em prol do HNSD e patrocinou a festa do "Mérito Empresarial", organizada pela Associação Comercial e Industrial de Ponte Nova (ACIP/CDL).
Desenvolvimento Regional: Seus diretores participam ativamente de discussões sobre o desenvolvimento da infraestrutura e economia local. Em 2019, o diretor João Lúcio Barreto Carneiro integrou uma comitiva que se reuniu com o Departamento de Edificações e Estradas de Rodagem de Minas Gerais (DEER-MG) para discutir a construção da segunda alça do Anel Rodoviário de Ponte Nova. Em 2021, o diretor Carlos Mafia participou de uma reunião com a prefeitura para fomentar o reconhecimento de Arranjos Produtivos Locais (APLs) no município.

## Certificações e reconhecimentos
A empresa é certificada pela norma FSSC 22000 (planta de Mutum) e adota padrões de segurança alimentar e gestão da qualidade. Em 2017, foi considerada a 15ª maior indústria de laticínios do Brasil pela mídia especializada. Na mais recente pesquisa, em 2023, figurou em 7⁠º lugar.
O fundador da empresa, João Lúcio Barreto Carneiro, recebeu a Comenda Governador Milton Campos em 2019, uma das honrarias concedidas pela Associação dos Municípios do Vale do Piranga (Amapi) a personalidades de destaque.